# Santa Catalina (La Gomera)
Santa Catalina est un petit village de l'île de la Gomera dans l'archipel des îles Canaries. Il fait partie de la commune d'Hermigua.

## Situation
Santa Catalina se situe au nord de La Gomera à mi-chemin entre Agulo et Hermigua en contrebas de la route nationale TF-711. Le village de 139 habitants (en 2007) fait partie de la commune de Hermigua.

## Description
La petite bourgade se déploie le long d'un barronco planté de milliers de bananiers et donne ainsi à Santa Catalina un air exotique.
L'autre attrait de Santa Catalina est sa longue plage de sable noir et de galets (Playa de Santa Catalina) qui fait le bonheur des baigneurs en été et celui des surfers durant les autres saisons en raison de vagues plus importantes entre octobre et mai.
On compte à Santa Catalina plusieurs casas rurales ou fincas (chambres d'hôtes ou petits hôtels ruraux) situés au milieu des bananeraies.

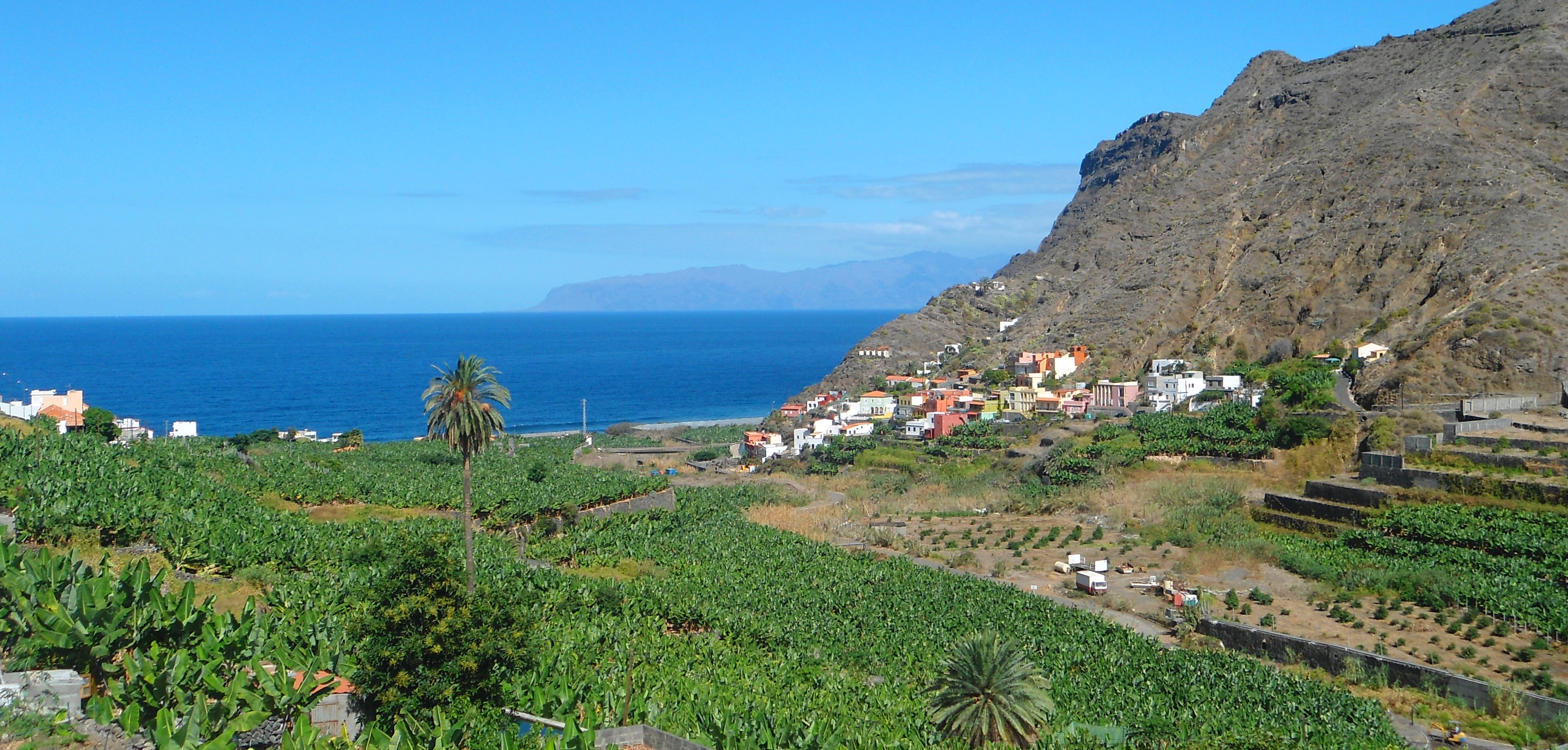
Santa Catalina